# György Puskás
György Puskás (n. 4 iulie 1911, Geoagiu, Austro-Ungaria – d. 11 septembrie 2004, Târgu Mureș, România) a fost un medic maghiar din România, care a îndeplinit funcția de rector al Institutul Medico-Farmaceutic din Târgu Mureș (1967-1976).

## Biografie
A absolvit cursurile Liceului Székely Mikó din Sfântu Gheorghe (1928), apoi a urmat studii universitare la Montpellier (Franța), obținând în 1934 licența în medicină la Cluj (1934). Și-a început cariera ca medic la Spitalul Reformat din Cluj, preparator universitar la Debrețin, unde a devenit specialist în pediatrie (1939), asistent universitar la Cluj și Târgu Mureș (1940-1948), lector la Institutul Medico-Farmaceutic din Târgu Mureș, apoi șef de catedră și director al clinicii de pediatrie. În 1956 a obținut titlul de doctor în științe medicale. A îndeplinit ulterior funcțiile de decan (1951-1960), prorector (1956-1967) și rector (1967-1976) al Institutului Medico-Farmaceutic din Târgu Mureș, pe care l-a transformat în centrul științei medicale în limba maghiară din România. A fost membru corespondent al Academiei de Științe Medicale din România din 1990, apoi a devenit președinte al secției medicale a Asociației Muzeului Ardelean. Valoare profesor universitar, doctor. În 1994 i-a fost acordată medalia comemorativă Semmelweis la Budapesta.
Institutul Medico-Farmaceutic din Târgu Mureș a publicat mai multe reviste (Aesculap, Orvosi Szemle, Revista Medicală), iar profesorul Puskás a fost redactor-șef în perioada 1967-1976; studiile sale au fost publicate acolo.

## Activitatea
A lucrat în calitate de cercetător, studiind formele specifice de anemie infantilă, cauzele și tratamentele bolilor astmatice ale copiilor. Studiile sale au fost publicate de Societatea Europeană de Pneumologie în limba germană (1975-1981). A susținut în articolele publicate în Népújság și A Hét necesitatea continuității învățământului medical în limba maghiară (1990).
A participat la congresele internaționale de medicină organizate la Berlin (1976), Varșovia (1977), Magdeburg (1980) și Moscova (1981). În semn de recunoaștere a activității sale științifice a fost ales membru al Biroului Executiv al Societății Europene de Pneumologie Pediatrică (1976).
Este autorul a unui manual universitar intitulat Pediatria, publicat în trei ediții (1960, 1962, 1965) în limba română, și a unei monografii în limba română cu privire la deshidratarea copiilor. A mai publicat manualele universitare Gyermekgyógyászati diagnosztika („Diagnosticare pediatrică”, Târgu Mureș, 1951); Gyermekgyógyászat („Pediatrie”, Târgu Mureș, 1951, 1952, 1960 și o nouă ediție în trei volume, în colaborare cu profesori români și maghiari, ibid., 1980).
A fost președinte al secției medicale a Asociației Muzeului Ardelean (1990-1994).

## Premii și distincții
- titlul de Profesor universitar emerit al Republicii Socialiste România (26 iunie 1969) „în semn de prețuire a personalului didactic pentru activitatea meritorie în domeniul instruirii și educării elevilor și studenților și a contribuției aduse la dezvoltarea învățămîntului și culturii din patria noastră”[2]
- Ordinul Meritul Sanitar clasa I (8 aprilie 1970) „pentru merite deosebite în domeniul ocrotirii sănătății populației din țara noastră”.[3]

La 23 decembrie 2001 conducerea Universității de Medicină și Farmacie din Târgu Mureș i-a sărbătorit pe profesorii în vârstă de 80 și 90 de ani, oferindu-i o diplomă și o plachetă memorială profesorului György Puskás, în vârstă de 90 de ani (precum și profesorilor László Kasza, de 87 de ani, István Pál Dóczy, de 91 de ani, și Endre Horváth, de 90 de ani.)